# Мегинъёган
Мегинъёган — река в России, протекает по территории Ямало-Ненецкого автономного округа. Устье реки находится в 185 км по левому берегу реки Вэттылькы. Длина реки составляет 47 км. В 15 км от устья, по правому берегу реки впадает река Ай-Мегинъёган.

## Данные водного реестра
По данным государственного водного реестра России относится к Нижнеобскому бассейновому округу, водохозяйственный участок реки — Таз. Речной бассейн реки — Таз.
Код объекта в государственном водном реестре — 15050000112115300065819.